# TNA Hard To Kill
TNA Hard To Kill es un evento anual de pago por visión producido por la empresa de lucha libre profesional Total Nonstop Action Wrestling en el mes de enero. Hard to Kill fue incorporado a la programación de PPVs de Impact para el mes de enero en 2020.

## Fecha y lugares
| Evento              | Fecha               | Lugar                | Estadio             | Evento principal                                                             |
| ------------------- | ------------------- | -------------------- | ------------------- | ---------------------------------------------------------------------------- |
| Hard to Kill (2020) | 12 de enero de 2020 | Dallas, Texas        | The Bomb Factory    | Sami Callihan vs. Tessa Blanchard                                            |
| Hard to Kill (2021) | 16 de enero de 2021 | Nashville, Tennessee | Skyway Studios      | Chris Sabin, Moose & Rich Swann vs. Kenny Omega, Doc Gallows & Karl Anderson |
| Hard to Kill (2022) | 8 de enero de 2022  | Dallas, Texas        | The Bomb Factory    | Mickie James vs. Deonna Purrazzo                                             |
| Hard to Kill (2023) | 13 de enero de 2023 | Atlanta, Georgia     | Center Stage        | Jordynne Grace vs. Mickie James                                              |
| Hard to Kill (2024) | 13 de enero de 2024 | Paradise, Nevada     | Palms Casino Resort | Alex Shelley vs. Moose                                                       |

## Resultados

### 2020
Hard to Kill 2020 tuvo lugar el 12 de enero del 2020 en el The Bomb Factory en Dallas, Texas. Este será el primer evento pago por visión de Impact Wrestling en el 2020.
- Ken Shamrock derrotó a Madman Fulton (con Dave Crist & Jake Crist).
  - Shamrock forzó a Fulton a rendirse con un «Kimura Lock».
  - Durante la lucha, Dave Crist & Jake Crist interfieireron a favor de Fulton, pero fueron expulsados por el árbitro.
- Ace Austin derrotó a Trey y retuvo el Campeonato de la División X de Impact.
  - Austin cubrió a Trey después de un «The Fold».
  - Después de la lucha, ambos se atacaron mutuamente.
- Taya Valkyrie (con John E. Bravo) derrotó a Jordynne Grace y ODB y retuvo el Campeonato de Knockouts de Impact.
  - Valkyrie cubrió a ODB después de un «Grace Driver» de Grace.
  - Durante la lucha, Bravo interfierió a favor de Valkyrie.
- La lucha entre Brian Cage y Rob Van Dam (con Katie Forbes) terminó sin resultado.
  - El árbitro detuvo la lucha, luego que Van Dam atacará a Cage con una silla y fuera incapaz de continuar.
  - Durante la lucha, Forbes interfirió a favor de Van Dam.
  - Después de la lucha, Daga salió para ayudar a Cage pero fue atacado por Van Dam, donde se pactó una lucha entre ellos.
- Rob Van Dam (con Katie Forbes) derrotó a Daga.
  - Van Dam cubrió a Daga después de un «Five–Star Frog Splash».
  - Durante la lucha, Forbes interfirió a favor de Van Dam.
- Eddie Edwards derrotó a Michael Elgin.
  - Edwards cubrió a Elgin con un «Roll-Up».
- Moose derrotó a Rhino en un No Disqualification Match.
  - Moose cubrió a Rhino después de un «Spear».
- The North (Ethan Page & Josh Alexander) derrotó a Willie Mack en un 2-1 Handicap Match y retuvieron el Campeonato Mundial en Parejas de Impact.
  - Page y Alexander cubrieron a Mack después de un «Double Neutralizer».
  - Originalmente Rich Swann iba a participar de la lucha, pero no pudo debido a una lesión.
- Tessa Blanchard derrotó a Sami Callihan y ganó el Campeonato Mundial de Impact.
  - Blanchard cubrió a Callihan después de un «Magnum».
  - Como resultado, Blanchard se convirtió en la primera luchadora en poseer el título mundial de Impact.

### 2021
Hard to Kill 2021 tuvo lugar el 16 de enero del 2021 en un lugar indeterminado. Este fue el primer evento pago por visión de Impact Wrestling en el 2021, debido a la pandemia de COVID-19.
- Pre-Show: Brian Myres derrotó a Josh Alexander. 
  - Myres cubrió a Alexander después de un «Lariat».
- Decay (Crazzy Steve & Rosemary) derrotaron a Kaleb with a K & Tenille Dashwood. 
  - Steve cubrió a Kaleb después de un «King Kill 33».
- Violent by Design (Deaner, Eric Young & Joe Doering) derrotaron a Cousin Jake, Rhino & Tommy Dreamer en un Old School Rules Match.
  - Young cubrió a Jake después de un «Reverse Piledriver».
- Fire 'N Flava (Kiera Hogan & Tasha Steelz) derrotaron a Havok & Nevaeh y ganaron el reactivado Campeonato de Knockouts en Parejas de Impact.
  - Hogan cubrió a Nevaeh después de un «Face the Music».
- Matt Cardona derrotó a Ace Austin (con Madman Fulton) por descalificación.
  - Austin fue descalificado después de que Fulton atacara a Cardona.
  - Este fue el debut de Cardona en Impact Wrestling.
- Manik derrotó a Rohit Raju y  Chris Bey y retuvo el Campeonato de la División X de Impact.
  - Manik cubrió a Raju con un «Roll-Up».
- Deonna Purrazzo (con Kimber Lee & Susan) derrotó a Taya Valkyrie (con Crazzy Steve & Rosemary) y retuvo el Campeonato de Knockouts de Impact.
  - Purrazzo forzó a Valkyrie a rendirse con un «Double Fujiwara Armbar».
  - Durante la lucha, Lee y Susan interfirieron a favor de Purrazzo, mientras que Steve y Rosemary interfirieron a favor de Valkyrie pero ambos fueron expulsados de ringside por el ärbitro.
- The Karate Man derrotó a Ethan Page.
  - Karate Man dejó inconsciente a Page después de un «Fatality».
- Eddie Edwards derrotó a Sami Callihan en un Barbed Wire Massacre.
  - Edwards cubrió a Callihan después de un «Die Hard Flowsion» sobre una cama con alambre de púas.
- Kenny Omega & The Good Brothers (Doc Gallows & Karl Anderson) (con Don Callis) derrotaron a Rich Swann, Moose & Chris Sabin.
  - Omega cubrió a Swann después de un «One Winged Angel».
  - Originalmente Alex Shelley iba a participar del combate, pero fue reemplazado por Moose debido a la imposibilidad de viajar a Nashville.

### 2022
Hard to Kill 2022 tuvo lugar el 8 de enero del 2022 en el The Bomb Factory en Dallas, Texas. Este fue el primer evento pago por visión de Impact Wrestling en el 2022.
- Pre-Show: Mike Bailey derrotó a Laredo Kid, Chris Bey y Ace Austin (con Madman Fulton).
  - Bailey cubrió a Austin después de un «Ultima Weapon».
  - Originalmente Jake Something iba a participar de la lucha, pero fue reemplazado por Bailey debido a motivos desconocidos.
- Tasha Steelz derrotó a Lady Frost, Alisha, Chelsea Green, Jordynne Grace y Rosemary en un Ultimate X Match y ganó una oportunidad por el Campeonato de Knockouts de Impact.
  - Steelz ganó la lucha después de descolgar la X.
  - Originalmente Rachael Ellering iba a participar de la lucha, pero fue reemplazada por Alisha debido a motivos desconocidos.
- Trey Miguel derrotó a Steve Maclin y retuvo el Campeonato de la División X de Impact.
  - Trey cubrió a Maclin después de un «Meteora».
  - Como resultado, Maclin no podrá conseguir otro combate por el título mientras Trey sea el campeón.
- Jonathan Gresham derrotó a Chris Sabin en un Pure Rules Match y retuvo el Campeonato Mundial de ROH.
  - Gresham cubrió a Sabin después de un «O'Connor Bridge».
  - Después de la lucha, Gresham y Sabin se dieron la mano en señal de respeto.
- Josh Alexander derrotó a JONAH.
  - Alexander forzó a JONAH a rendirse con un «Ankle Lock».
- Rich Swann, Willie Mack, Eddie Edwards, Heath & Rhino derrotaron a The Good Brothers (Doc Gallows & Karl Anderson) & Violent by Design (Eric Young, Deaner & Joe Doering) en un Hardcore War.
  - Heath cubrió a Anderson después de un «Gore» de Rhino.
  - Después de la lucha, The OGK (Matt Taven & Mike Bennett), Vincent y PCO (con Maria Kanellis) atacaron a Swann, Mack, Edwards, Heath & Rhino.
- Moose derrotó a W. Morrissey y Matt Cardona (con Chelsea Green) y retuvo el Campeonato Mundial de Impact.
  - Moose cubrió a Cardona después de un «Lights Out Spear».
  - Durante la lucha, Green interfirió a favor de Cardona.
- Mickie James derrotó a Deonna Purrazzo en un Texas Deathmatch y retuvo el Campeonato de Knockouts de Impact.
  - James cubrió a Purrazzo después de un «Mickie-DT» sobre tachuelas.
  - Durante la lucha, Matthew Rehwoldt interfirió a favor de Purrazzo.
  - El Campeonato Reina de Reinas de AAA de Purrazzo no estuvo en juego.

### 2023
Hard to Kill 2023 tuvo lugar el 13 de enero del 2023 en el Center Stage en Atlanta, Georgia. Este fue el primer evento pago por visión de Impact Wrestling en el 2023.
- Pre-Show: KUSHIDA derrotó a Mike Bailey, Angels, Delirious, Mike Jackson y Yuya Uemura.
  - KUSHIDA forzó a Angels a rendirse con un «Armbar».
  - Durante la lucha, Kenny King interfirió en contra de Bailey.
  - Originalmente Bhupinder Gujjar iba a participar de la lucha, pero fue reemplazado por Delirious.
- Pre-Show: Trey derrotó a  Black Taurus (con Crazzy Steve) y retuvo el Campeonato de la División X de Impact.[6]
  - Trey cubrió a Taurus después de un «Lightning Spiral».
- Josh Alexander derrotó a Bully Ray en un Full Metal Mayhem Match y retuvo el Campeonato Mundial de Impact.
  - Alexander forzó a Ray a rendirse con un «Ankle Lock» sobre una mesa.
  - Durante la lucha, Jason Hotch & John Skyler interfirieron a favor de Ray, mientras que Tommy Dreamer interfirió a favor de Alexander.
  - Ray canjeó su opción de Call Your Shot Gauntlet Match.
- The Motor City Machine Guns (Alex Shelley & Chris Sabin) derrotaron a The Major Players (Matt Cardona & Brian Myers), Bullet Club (Ace Austin & Chris Bey) y Heath & Rhino en un Fatal 4 Way Elimination Match y retuvieron  el Campeonato Mundial en Parejas de Impact.
  - Myers cubrió a Rhino con un «Roll-Up».
  - Austin cubrió a Myers después de un «The Fold».
  - Sabin cubrió a Bey después de un «Dirt Bomb».
- Joe Hendry derrotó a Moose y retuvo el Campeonato de los Medios Digitales de Impact.
  - Hendry cubrió a Moose después de un «Standing Ovation».
  - Originalmente Moose había derrotado a Hendry, pero Santino Marella ordenó reiniciar la lucha.
- Masha Slamovich derrotó a Deonna Purrazzo, Taylor Wilde y Killer Kelly y ganó una oportunidad por el Campeonato de Knockouts de Impact.[7]
  - Slamovich cubrió a Wilde después de un «Snow Plow».
- Steve Maclin derrotó a Rich Swann en un Falls Count Anywhere in Atlanta.
  - Maclin cubrió a Swann después de un «KIA».
- Eddie Edwards derrotó a Jonathan Gresham.
  - Edwards cubrió a Gresham después de un «Boston Knee Party».
  - Después de la lucha, PCO atacó a Edwards.
- Mickie James derrotó a Jordynne Grace en un Title vs. Career Match y ganó el Campeonato de Knockouts de Impact.
  - James cubrió a Grace después de un «Tornado DDT».
  - Si Grace ganaba, James tenía que retirarse de la lucha libre profesional.

### 2024
Hard to Kill 2024 tuvo lugar el 13 de enero del 2024 desde el Palms Casino Resort en Paradise, Nevada. Este fue el primer evento pago por visión en que la empresa fue renombrada como Total Nonstop Action Wrestling (TNA) tras haber cambiado el nombre a Impact Wrestling en 2017.
- Pre-Show: Steve Maclin derrotó a Rich Swann.
  - Maclin cubrió a Swann después de un «KIA».
- Pre-Show: The System (Eddie Edwards & Brian Myers) derrotó a Eric Young & Frankie Kazarian. 
  - Myers cubrió a Kazarian después de un «Roster Cut».
- Pre-Show: Crazzy Steve derrotó a Tommy Dreamer en un No Disqualification Match y ganó el Campeonato de los Medios Digitales de TNA.
  - Steve cubrió a Dreamer después de un «King Kill 33».
- Gisele Shaw derrotó a Xia Brookside, Jody Threat, Tasha Steelz, Alisha y Dani Luna en un Ultimate X Match y ganó una oportunidad por el Campeonato de Knockouts de TNA.
  - Shaw ganó la lucha después de descolgar la X.
- PCO derrotó a Dirty Dango (con Alpha Bravo & Oleg Prudius) por descalificación.
  - La lucha terminó después de que Bravo y Prudius atacaran a PCO.
  - Después de la lucha, Dango, Bravo y Prudius siguieron atacando a PCO, pero fueron detenidos por Rhino.
- PCO, Rhino & Jake Something derrotaron a Dirty Dango, Alpha Bravo & Oleg Prudius.
  - PCO cubrió a Bravo después de un «PCOsault».
  - Esta lucha fue pactada por Santino Marella tras la descalificación del combate anterior.
- Decay (Havok & Rosemary) derrotaron a MK Ultra (Masha Slamovich & Killer Kelly) y ganaron el Campeonato de Knockouts en Parejas de TNA. 
  - Havok cubrió a Kelly después de un «Sick Bomb».
- Chris Sabin derrotó a KUSHIDA y El Hijo del Vikingo y retuvo el Campeonato de la División X de TNA.
  - Sabin cubrió a KUSHIDA después de un «Cradle Shock».
  - El Megacampeonato de AAA de Vikingo no estuvo en juego.
- Josh Alexander derrotó a Alex Hammerstone.
  - Alexander cubrió a Hammerstone después de un «C4 Spike».
- ABC (Ace Austin & Chris Bey) derrotaron a The Rascalz (Trey Miguel & Zachary Wentz), Grizzled Young Veterans (James Drake & Zack Gibson) y Mike Bailey & Laredo Kid y retuvieron el Campeonato Mundial en Parejas de TNA.
  - Bey cubrió a Miguel después de un «The Fold» de Austin.
  - Originalmente Trent Seven iba a participar de la lucha, pero fue reemplazado por Kid debido a problemas de viaje.
- Jordynne Grace derrotó a Trinity y ganó el Campeonato de Knockouts de TNA.
  - Grace cubrió a Trinity después de un «Juggernaut Driver».
  - Grace canjeó su opción de Call Your Shot Gauntlet Match.
- Moose derrotó a Alex Shelley y ganó el Campeonato Mundial de TNA.
  - Moose cubrió a Shelley después de un «Lights Out Spear».
  - Durante la lucha, The System (Eddie Edwards & Brian Myers) interfirío a favor de Moose, mientras que KUSHIDA y Chris Sabin lo hicieron a favor de Shelley.
  - Después de la lucha, Nic Nemeth atacó a Moose.
  - Moose canjeó su maletín de Feast or Fired.